# Burni Pancat
Burni Pancat är ett berg i Indonesien.   Det ligger i provinsen Aceh, i den västra delen av landet, 1 600 km nordväst om huvudstaden Jakarta. Toppen på Burni Pancat är 1 035 meter över havet.
Terrängen runt Burni Pancat är kuperad åt nordost, men åt sydväst är den bergig. Runt Burni Pancat är det mycket glesbefolkat, med 5 invånare per kvadratkilometer. I omgivningarna runt Burni Pancat växer i huvudsak städsegrön lövskog.